# Gran Desierto de Victoria

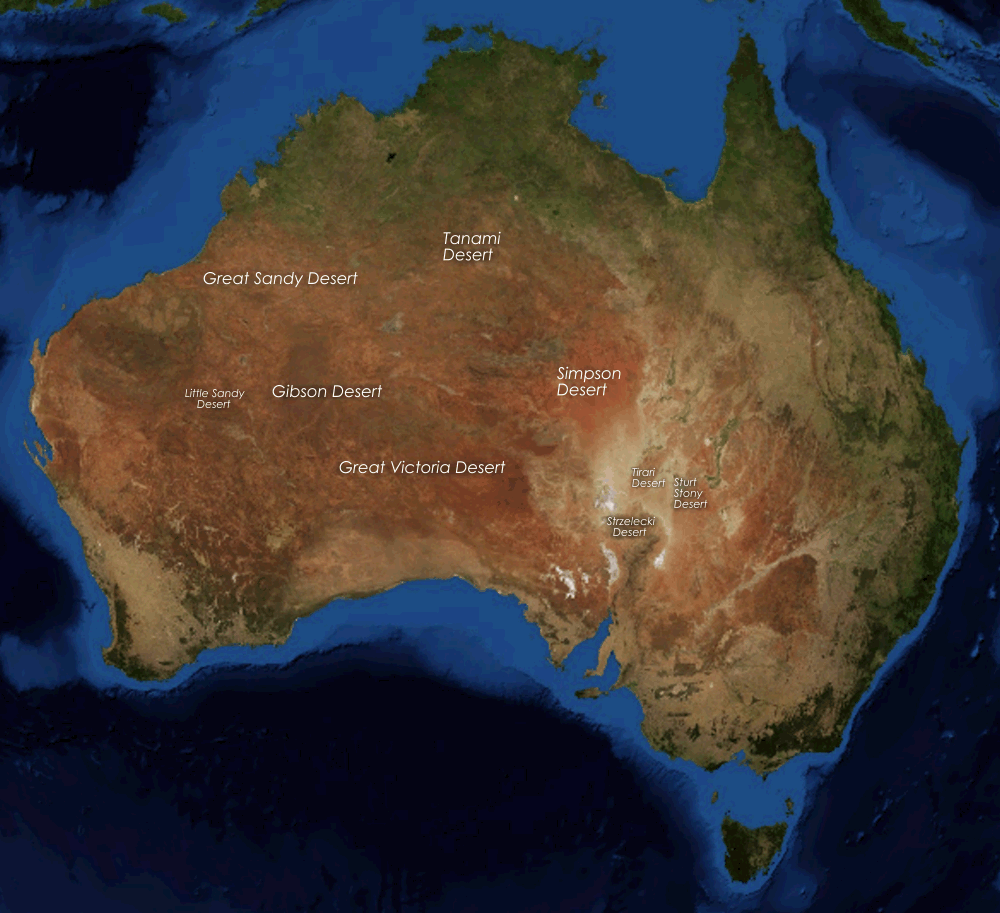
Localización de los desiertos de Australia.

El Gran Desierto de Victoria es una ecorregión inhóspita, árida y escasamente poblada del sur de Australia. Se localiza entre los estados de Australia Meridional y Australia Occidental y presenta gran cantidad de pequeñas dunas de arena, extensas praderas y lagos de agua salada. Se extiende a lo largo de 700 km de anchura (de este a oeste) y una superficie de 424.400 km². Las tormentas son relativamente comunes en el Gran Desierto de Victoria, con un promedio en torno a 200-250 mm por año. Las temperaturas diurnas en verano rondan los 32-40 °C. En invierno las temperaturas pasan a ser de 18-23 °C, por lo que nunca llega a nevar en el desierto.
La escasa población que habita esta región es de diversos grupos de aborígenes australianos, principalmente los Kogara y los Mirning.
En 1875, el explorador británico Ernest Giles se convirtió en el primer europeo en cruzar el desierto, que nombró más tarde como Gran Desierto de Victoria (Great Victoria Desert, en inglés) en honor a la reina Victoria de Inglaterra.

## Suelo
Las arenas del Gran Desierto de Victoria, pueden dividirse en tres grupos de acuerdo a sus características físicas y químicas. Los grupos ocupan el oeste, el centro y el este del Gran Desierto de Victoria, respectivamente, y los límites entre ellos corresponden aproximadamente a los cambios en las rocas subyacentes asociados con el cratón de Yilgarn, la cuenca de Officer y la cuenca de Arckaringa.
Los indicios sugieren que las arenas proceden principalmente del lecho rocoso local, con muy poco transporte eólico posterior. Las fuentes últimas de las arenas, por orden de importancia, son las siguientes: oeste del Gran Desierto de Victoria - Cratón de Yilgarn, Orógeno de Albany-Fraser, Complejo de Musgrave; centro del Gran Desierto de Victoria - Complejo de Musgrave; este del Gran Desierto de Victoria - Bloques de Gawler y Curnamona, Geosinclinal de Adelaida, Complejo de Musgrave. Los sedimentos del Geosinclinal de Adelaida incluyen además un componente "exótico" procedente de rocas sedimentarias paleozoicas probablemente derivadas principalmente de la Antártida. El transporte de sedimentos a lo largo de varios cientos de kilómetros desde estas protosurgencias hasta las cuencas sedimentarias se realizó predominantemente por medios fluviales, no eólicos. El transporte o reelaboración eólica post-terciaria ha sido mínima, sirviendo únicamente para dar forma a la arena erosionada de las rocas sedimentarias subyacentes o a los productos residuales de la meteorización del basamento local en las dunas actuales.

## Historia
En 1875, el explorador británico Ernest Giles se convirtió en el primer europeo en cruzar el desierto. Llamó al desierto en honor al entonces monarca británico reinante, la reina Victoria. En 1891, la expedición de David Lindsey atravesó esta zona de norte a sur. Frank Hann estaba buscando oro en esta área entre 1903 y 1908. Len Beadell exploró el área en la década de 1960.

### Pruebas nucleares
En el Gran Desierto de Victoria en octubre de 1953 en los sitios de prueba nuclear en Maralinga y Emu Field se realizaron dos explosiones de bombas de plutonio británicas, que produjeron una lluvia radioactiva significativa.
En 1955 se estableció un sitio de pruebas en Maralinga, cerca de un ramal a lo largo del Ferrocarril Transaustraliano. Debido a que los suministros podían llevarse al sitio por ferrocarril, se prefirió este lugar al de Emu Field. Se llevaron a cabo un total de siete pruebas importantes en Maralinga. Tanto el gobierno federal como los periódicos australianos de la época apoyaron mucho las pruebas.  En 1952, el gobierno liberal aprobó una ley, la Ley de Defensa (Empresas Especiales) de 1952, que permitió al gobierno británico acceder a partes remotas de Australia para realizar pruebas de armas nucleares atmosféricas. El público en general desconocía en gran medida los riesgos del programa de pruebas, que se derivaban del secreto oficial sobre el programa de pruebas y las ubicaciones remotas de los sitios de prueba.
Antes de que pudieran comenzar las pruebas, los Maralinga Tjarutja, los propietarios aborígenes tradicionales de la tierra, fueron expulsados por la fuerza. 
Una base aérea en Woomera, a 570 km de distancia, que había sido utilizada para pruebas de cohetes, fue inicialmente utilizada como base desde la cual volaron aviones para probar las nubes de bombas.

## Asentamientos humanos
Mucho antes de que los europeos llegaran a esta parte de Australia, los aborígenes habían llamado hogar al Gran Desierto de Victoria. El pueblo Tjuntjuntjara, por ejemplo, conocido hoy como pueblo Spinifex ha habitado la zona durante 25.000 años. Las familias actuales de Spinifex aquí se remontan a 600 generaciones.
También conocido como el pueblo Pila Nguru, se les considera los propietarios tradicionales de la tierra. Aunque en la década de 1950 muchos de ellos fueron expulsados de su hogar, cuando los gobiernos británico y australiano eligieron el área cercana a sus asentamientos como lugar para las pruebas nucleares. Muchos de ellos se mudaron de sus tierras nativas y se alejaron de su forma de vida tradicional. Fueron trasladados a asentamientos más al sur. Muchas de las familias sobrevivientes regresaron a sus tierras de origen en la década de 1980.
Debido al clima severo y el aislamiento geográfico, muchos de los colonos se han mantenido relativamente tranquilos desde entonces. Las poblaciones aborígenes de esta zona también están creciendo.

## Biosfera

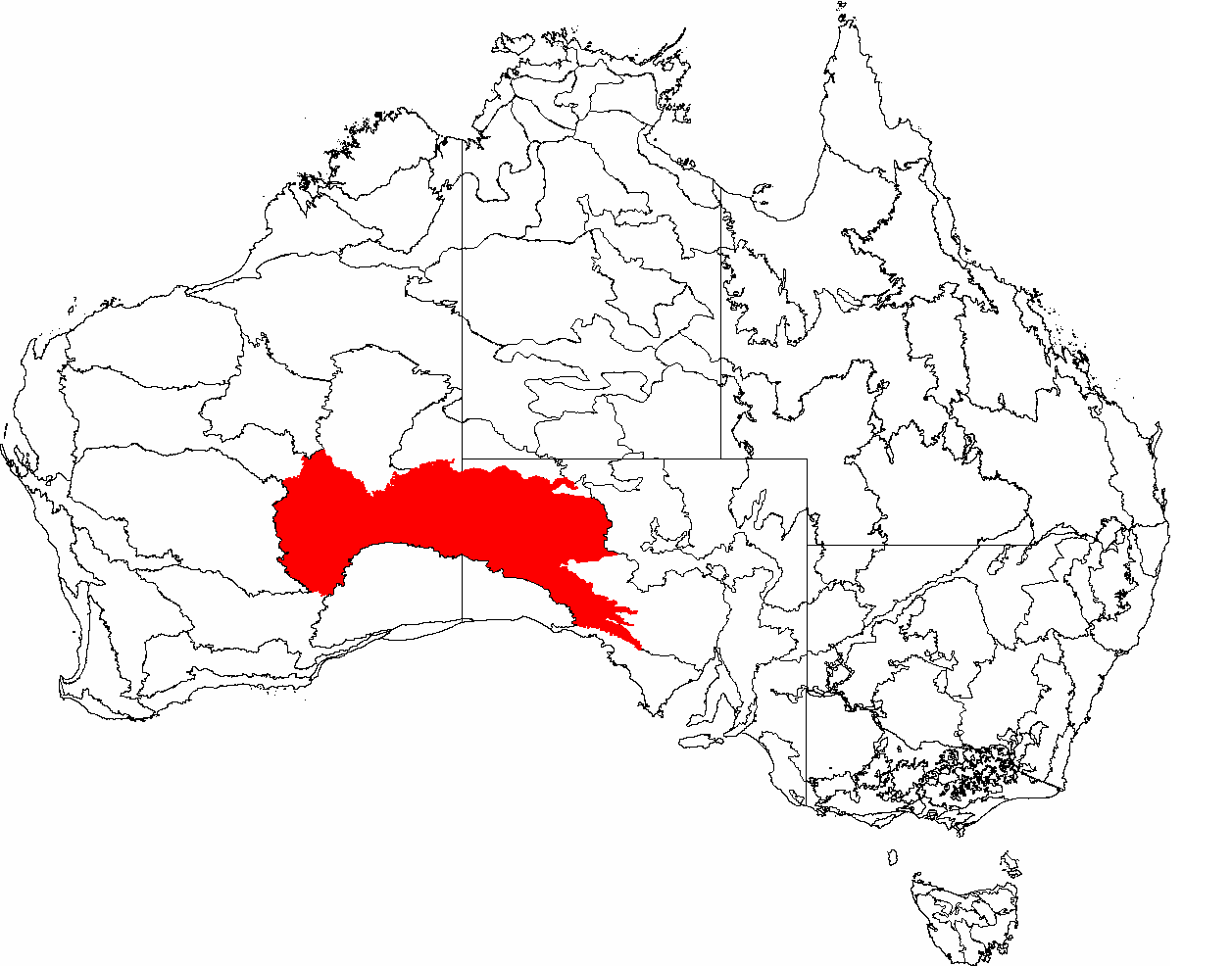
Mapa mostrando la localización del Gran Desierto de Victoria.

### Flora
Solo las plantas más resistentes pueden sobrevivir en gran parte de este entorno. Entre las crestas de arena, las áreas de estepa boscosa consisten en arbustos de Eucalyptus gongylocarpa, Eucalyptus youngiana y Acacia aneura (mulga) esparcidos sobre áreas de pastos resistentes spinifex, particularmente Triodia basedowii.
Gran parte del Gran Desierto de Victoria está cubierto de bosques abiertos, típicamente eucaliptos con un sotobosque de pasto (Triodia, principalmente T. basedownii), mulga (Acacia aneura) con otros gramíneas (Aristida y Plectrachne), o belah (Casuarina cristata) con arbustos (Maireana sedifolia, Dodenaea attenuata). El 'Corredor de Giles' es una franja estrecha de vegetación de acacia y el único matorral continuo que atraviesa por completo el Gran Desierto de Victoria. Este corredor une la región de Pilbara en Australia Occidental con la Cordillera Central atravesando la región del lago Carnegie en el Gran Desierto de Victoria y la parte sur del Desierto de Gibson.

### Fauna
La vida silvestre adaptada a estas duras condiciones incluye pocas aves o mamíferos grandes. Sin embargo, el desierto alberga muchos tipos de lagartos, incluido el vulnerable gran eslizón del desierto (Egernia kintorei), el taipan de la Cordillera Central (descubierto en 2007) y una serie de pequeños marsupiales, incluido el dunnart sandhill (Sminthopsis psammophila) en peligro de extinción y el mulgara de cola de cresta (Dasycercus cristicauda). Una forma de sobrevivir aquí es excavar en las arenas, como hacen varios animales del desierto, incluido el topo marsupial del sur (Notoryctes typhlops) y la rana que retiene el agua. Las aves incluyen el cara blanca de pecho castaño (Aphelocephala pectoralis) que se encuentra en el borde oriental del desierto y en el malleefowl del Parque de Conservación Mamungari. Los depredadores del desierto incluyen el dingo (ya que el desierto está al norte del cerco del Dingo) y dos grandes lagartos monitores, el perentie (Varanus giganteus) y el goanna de arena (Varanus gouldii) .

## Principales amenazas
Los depredadores introducidos, como los zorros rojos y los gatos salvajes, han sido una de las causas principales de la extinción de mamíferos de tamaño pequeño a mediano en el árido interior de Australia. Junto con los perros salvajes, continúan representando una amenaza importante para los mamíferos, reptiles y aves terrestres en todos los ecosistemas desérticos de Australia.
Los herbívoros introducidos, como camellos, burros, caballos y conejos, causan un daño significativo a los ecosistemas del desierto a través del pastoreo excesivo, particularmente alrededor de las fuentes de agua donde tienden a congregarse en tiempos secos. Los camellos ensucian los pozos de agua y tienen impactos significativos sobre los frágiles lagos salados y los ecosistemas de agua dulce.
De todas las especies invasoras, el pasto buffel (Cenchrus ciliaris) representa la mayor amenaza para los ecosistemas desérticos de Australia, ya que rápidamente puede llegar a dominar la capa de vegetación del suelo. Se quema más caliente y más rápido que las hierbas nativas a las que reemplaza. La invasión del pasto buffel en combinación con incendios forestales más grandes e intensos provocados por el cambio climático tienen el potencial de devastar la biodiversidad de los ecosistemas áridos.
La tala de vegetación para la exploración minera es una amenaza potencial para los ecosistemas en el gran Desierto de Victoria.

## Clima
El clima de la biorregión es árido con veranos cálidos a extremadamente calurosos y húmedos. Las temperaturas diurnas en este momento oscilan entre 32 y 40 °C.  Los meses de verano son de diciembre a febrero. El invierno, por otro lado, ocurre entre junio y agosto y es relativamente cálido en comparación con otras partes de Australia con temperaturas que oscilan entre 20,4 y 22,7 °C durante el día.
El gran Desierto de Victoria también recibe poca lluvia que es variable e impredecible. Las precipitaciones anuales pueden promediar entre 150 mm y más de 250 mm. Debido a que el agua es tan escasa, es un recurso tan precioso y solo ciertas especies de plantas y animales pueden sobrevivir allí.

## Minería
El Gran Desierto de Victoria presenta oportunidades significativas para actividades mineras de oro, uranio, níquel y cobre. El potencial pronosticado incluye la expansión de la producción en minas de oro existentes, el surgimiento de nuevos proyectos de uranio, el éxito en la exploración de metales básicos, la adopción de tecnologías mineras avanzadas y prácticas responsables de gestión de recursos para garantizar la sostenibilidad a largo plazo y los beneficios socioeconómicos para la región.

### Actividades Mineras a principios delsigloXXI
- Minería de Oro

El Gran Desierto de Victoria es conocido por contener importantes depósitos de oro. Empresas como Gold Road Resources y otros exploradores han identificado y están activamente explorando perspectivas de oro en la región. Las operaciones actuales incluyen perforaciones de exploración para delinear cuerpos de mineral y estudios de viabilidad para posibles desarrollos mineros.
- Exploración de Uranio

Se han identificado depósitos de uranio en partes del Gran Desierto de Victoria. Empresas de exploración están realizando estudios y evaluaciones para evaluar la viabilidad económica y ambiental de la extracción de uranio. La exploración de uranio ha despertado interés debido a la creciente demanda mundial de energía nuclear y la importancia estratégica del uranio como fuente de energía limpia.
- Prospectos de Níquel y Cobre

El desierto también alberga áreas prometedoras para depósitos de níquel y cobre. Los esfuerzos de exploración están en curso para identificar y evaluar estos recursos de metales básicos. Las empresas están utilizando técnicas modernas de exploración como estudios geofísicos aéreos y muestreo de suelos para localizar posibles depósitos.

### Potencial Pronosticado
- Expansión de la Minería de Oro

Se espera una expansión en la minería de oro en el Gran Desierto de Victoria a medida que los éxitos en la exploración conduzcan a nuevos desarrollos mineros. Los avances pronosticados incluyen el establecimiento de minas operativas y el potencial para aumentar la producción para satisfacer la demanda global y aprovechar los altos precios del oro.
- Proyectos Emergentes de Uranio

Con la exploración en curso y las condiciones favorables del mercado de uranio, existe potencial para el desarrollo de nuevos proyectos de uranio en el desierto. Los futuros proyectos podrían implicar asociaciones con inversores internacionales y avances tecnológicos para garantizar prácticas seguras y sostenibles de extracción de uranio.
- Exploración de Metales Básicos

Se anticipa que la exploración continua de níquel y cobre descubrirá recursos minerales adicionales en el Gran Desierto de Victoria.
Los desarrollos potenciales podrían conducir a nuevas operaciones mineras, contribuyendo al crecimiento económico regional y la creación de empleo en áreas remotas.
Consideraciones Ambientales y Sociales:
El crecimiento pronosticado en las actividades mineras requerirá una gestión ambiental rigurosa y estrategias de compromiso comunitario.
Se espera que las empresas prioricen prácticas sostenibles, incluida la rehabilitación de tierras perturbadas y el fomento de relaciones positivas con comunidades indígenas y partes interesadas locales.